# Isaac Zida
El tinent-coronel Yacouba Isaac Zida (16 de novembre de 1965, Yako, província de Passoré) és un oficial militar burkinès que va esdevenir cap d'estat de facto l'1 de novembre de 2014. Va prendre el poder després de l'Aixecament de Burkina Faso de 2014, després que el seu antecessor, Blaise Compaoré fos obligat a dimitir i de l'intent de presa de poder pel també militar el general Honoré Nabéré Traoré.

## Vida

### Inicis i educació
Zida va néixer el 16 de novembre de 1965 a Yako (província de Passoré), fill de Salam Zida i d'Asséta Sawadogo.
Va estudiar estudis secundaris al Prytanée militar de Kadiogo i després al Liceu Philippe Zinda Kaboré entre el 1985 i el 1987, a on va graduar-se en el batxillerat. Entre el 1987 i el 1989 va estudiar llengua anglesa a la Universitat de Uagadugu.

### Carrera universitària i militar
Entre el 1993 i el 1996 va estudiar a l'acadèmia militar Georges Namoano (AMGN) de Pô i després va rebre molta formació militar en operacions anti-terroristes a la Universitat de les Forces Especials de Tampa, Florida. A més a més també va estudiar anàlisi i intel·ligència en operacions estratègiques a Taiwan.
Zida va obtenir un grau de màster en management internacional i diplomàcia i relacions internacionals per la Universitat Lió III Jean Moulin. Sota el president Blaise Compaoré va servir com a comandant del Regiment de Seguretat Presidencial. El 1997 fou nomenat oficial de seguretat del Regiment de Seguretat Presidencial (RSP) abans d'arribar a ser comandant adjunt de grup del RSP. El 18 de juliol de 2011 fou cap de Cos adjunt de la Guàrdia presidencial. El 2010 va participar en la maniobra militar en la missió de les Nacions Unides a la República Democràtica del Congo (MONUC).
Zida ha rebut la medalla d'honor militar i la medalla commemorativa de la missió de l'ONU a la RDC. Z

## Aixecament de Burkina Faso de 2014 i cap d'estat de Burkina Faso
L'antic president Compaoré va dimitir com a President de Burkina Faso el 31 d'octubre de 2014 durant l'Aixecament burkinès de 2014 i el cap de l'exèrcit Honoré Nabéré Traoré va anunciar que ell ocuparia el càrrec de cap d'estat, però aquesta proclamació fou ràpidament contestada per un grup d'oficials més joves encapçalats per Zida que es va alinear amb els manifestants i l'oposició de Compaoré. L'1 de novembre les forces armades van afirmar a Zida com a cap d'estat de Burkina Faso de manera interina fins a les Eleccions presidencials de Burkina Faso de 2015.

## Primer Ministre
El 19 de novembre el tinent-coronel Isaac Zida fou nomenat Primer Ministre del govern de transició liderat pel president interí Michel Kafando.